# 太安镇 (潼南区)
太安镇，是中华人民共和国重庆市潼南区下辖的一个乡镇级行政单位。

## 行政区划
太安镇下辖以下地区：
太安镇社区、头滩村、塔沟村、罐坝村、渔溅村、铜鼓村、滩石村、韦家村、太平村、蛇形村、黑湾村、三幢村和河边村。